# Pilota d'Or 1969
El premi Pilota d'Or 1969, atorgat al millor futbolista europeu de l'any, a criteri d'un panell de periodistes esportius d'arreu dels territoris membres de la UEFA, fou entregat al migcampista italià Gianni Rivera (AC Milan) el 23 de desembre de 1969. Hi havia 26 votants, procedents d'Àustria, Bèlgica, Bulgària, Txecoslovàquia, Dinamarca, Alemanya Oriental, Anglaterra, Finlàndia, França, Grècia, Hongria, Itàlia, Luxemburg, Països Baixos, Noruega, Polònia, Portugal, República d'Irlanda, Romania, Unió Soviètica , Espanya, Suècia, Suïssa, Turquia, Alemanya Occidental i Iugoslàvia. Rivera es va convertir en el segon italià a guanyar el premi, després d'Omar Sívori el 1961. També va ser el primer jugador del Milan a guanyar el trofeu.

## Classificació
| Posició | Nom                  | Club                     | Nacionalitat     | Punts |
| 1       | Gianni Rivera        | AC Milan                 | Itàlia           | 83    |
| 2       | Gigi Riva            | Cagliari Calcio          | Itàlia           | 79    |
| 3       | Gerd Müller          | Bayern de Múnic          | RFA              | 38    |
| 4       | Johan Cruyff         | AFC Ajax                 | Països Baixos    | 30    |
| 4       | Ove Kindvall         | Feyenoord                | Suècia           | 30    |
| 6       | George Best          | Manchester United FC     | Irlanda del Nord | 21    |
| 7       | Franz Beckenbauer    | Bayern de Múnic          | RFA              | 18    |
| 8       | Pierino Prati        | AC Milan                 | Itàlia           | 17    |
| 9       | Petar Zhekov         | CSKA Sofia               | Bulgària         | 14    |
| 10      | Jack Charlton        | Leeds United FC          | Anglaterra       | 10    |
| 11      | Albert Shesternyov   | CSKA Moscou              | Unió Soviètica   | 8     |
| 12      | Dragan Džajić        | Estrella Roja de Belgrad | Iugoslàvia       | 6     |
| 13      | Francis Lee          | Manchester City FC       | Anglaterra       | 4     |
| 13      | Martin Peters        | West Ham United FC       | Anglaterra       | 4     |
| 15      | Jozef Adamec         | Spartak Trnava           | Txecoslovàquia   | 3     |
| 15      | Bobby Charlton       | Manchester United FC     | Anglaterra       | 3     |
| 15      | Angelo Sormani       | AC Milan                 | Itàlia           | 3     |
| 18      | Ferenc Bene          | Újpest FC                | Hongria          | 2     |
| 18      | Andrej Kvašňák       | KRC Mechelen             | Txecoslovàquia   | 2     |
| 18      | Louis Pilot          | Standard Liège           | Luxemburg        | 2     |
| 18      | Giorgos Sideris      | Olympiakos FC            | Grècia           | 2     |
| 18      | Manuel Velázquez     | Reial Madrid             | Espanya          | 2     |
| 23      | Billy Bremner        | Leeds United FC          | Escòcia          | 1     |
| 23      | Kazimierz Deyna      | Legia Varsòvia           | Polònia          | 1     |
| 23      | Mimis Domazos        | Panathinaikos FC         | Grècia           | 1     |
| 23      | Gilbert Gress        | VfB Stuttgart            | França           | 1     |
| 23      | Jimmy Johnstone      | Celtic FC                | Escòcia          | 1     |
| 23      | Włodzimierz Lubański | Górnik Zabrze            | Polònia          | 1     |
| 23      | Vladimir Muntyan     | FC Dinamo de Kíev        | Unió Soviètica   | 1     |
| 23      | Wilfried Van Moer    | Standard Liège           | Bèlgica          | 1     |
| 23      | Ivo Viktor           | Dukla Praga              | Txecoslovàquia   | 1     |